# Metin2
Metin2 es un MMORPG de acción en tiempo real, desarrollado por Ymir Entertainment y lanzado en Corea del Sur en 2004. Desde entonces ha sido distribuido en muchos países europeos, México, España y EUA por Gameforge 4D GmbH y en Singapur por TEC Interactive Pte. El juego ya no es gratuito en todas sus versiones.

## Argumento
Nos encontramos en el Lejano Oriente medieval, en el continente sólo gobierna el Imperio Taeh-was. La gente vivía en paz, pero ésta fue corrompida por la caída de las piedras Metin enviadas por el rey demonio que habita en la torre demoníaca localizada en el centro del imperio. Estas piedras volvían agresivos a los humanos, animales, orcos, demonios o místicos, entre otras poblaciones. Mucha gente muerta regresa transformada por la plaga convirtiéndose en no-muertos, las cosechas no prosperan y la sequía y la hambruna se ceba en los habitantes del imperio sin distinción de clases. El imperio termina por colapsarse y dividirse en tres reinos al borde del continente. En el centro, donde cayó la piedra Metin de mayor tamaño, es ahora una zona habitada por los peores monstruos en cuyo centro se halla la torre Demonio.

## Los reinos
El mundo se divide en tres reinos. Cada reino posee tres mapas propios conectados por portales. Además, existen varios mapas neutrales donde se desenvuelven los conflictos bélicos. Cada jugador podrá atacar a los jugadores de otro reino para ganar puntos de clasificación. Asimismo, si ataca a jugadores de su propio reino perderá puntos de clasificación, si un concursante se activa en opción libre se condena con la baja de su rango, ya no será neutral o amigable sino que se convertirá en agresivo y si lo matan puede que ese jugador pierda algo de su pertenencia.

### Reino Chunjo
El Imperio Chunjo está localizado en la parte occidental del continente. Es un imperio teocrático y está controlado por sus líderes espirituales. Se representa con una bandera amarilla. Fundado por Yoon-Young, un primo del anterior emperador. En un primer momento, utilizó los extensos poderes mágicos de su mujer para ayudar a descubrir la amenaza de las Piedras Metin. Varias veces recomendó el inicio de medidas en contra de las Piedras Metin, pero fue ignorado. De este modo, dirigió a sus compañeros en una rebelión contra el anterior imperio. Después de la desintegración del anterior imperio, Chunjo está aún ocupado en una guerra abierta con los imperios Oriental y Meridional.
Su meta es tomar el control de todo el continente y abatir el creciente poder de las piedras Metin.
- Ciudad 1 : Joan
- Ciudad 2 : Bokjung
- Tierra de gremios : Waryong

### Reino Jinno
El Imperio Jinno está localizado en la parte oriental del continente. Este imperio fue fundado en la fuerza militar y la población es agresiva y combatiente al máximo. Se representa con una bandera azul. El líder del Imperio Jinno es Ee-Ryoong, el hijo del último emperador. Cree que puede reunificar el imperio anterior a través de su armada.
Temores sobre la implicación o efectos de las Piedras Metin fueron oficialmente ignoradas. Pero Ee-Ryoong está intentando encontrar en secreto un modo de usar el poder mortal de las Piedras Metin para fines militares.
- Ciudad 1 : Pyungmoo
- Ciudad 2 : Bakra
- Tierra de gremios : Imha

### Reino Shinsoo
El Imperio Shinsoo está localizado en la parte oriental baja del continente. La actividad principal de su población es el comercio. Se representa con una bandera roja.
Fundado, tras la desintegración del imperio anterior, por Yoon-Yoing, el comercio con el este se transformó rápidamente en una disposición provechosa. Shinsoo tiene conflictos con el imperio occidental y la ruta de comercio puede ser peligrosa. Cuando reconocieron la amenaza de las Piedras Metin, los mercaderes se armaron. Su meta es defenderse de los ataques occidentales, reabrir la ruta de comercio y reunificar el anterior imperio bajo su Emperador.
- Ciudad 1 : Yongan
- Ciudad 2 : Jayang
- Tierra de gremios : Jungrang

## Variedad
Los jugadores pueden llevar a cabo otras actividades además del combate; la pesca nos permite capturar varios objetos de miscelánea con efectos especiales sobre nuestros personajes, peces que sirven como materia prima para la fabricación de pociones, y obtener materiales para mejorar armamento hacia un nivel superior. Sin embargo, constituye una actividad tediosa a la cual muy pocos jugadores se dedican, convirtiendo el botín de pesca en algo valioso para todos los jugadores. También se puede excavar minerales en las vetas que pueden ser refinados en los hornos de gremio y así utilizarlo para potenciar las bonificaciones de los accesorios.
Al llegar al nivel 40 se puede crear un gremio. Un gremio también puede avanzar de nivel, usar y desbloquear habilidades especiales, útiles en el combate entre gremios, y comprar un terreno, donde se pueden construir, además del castillo, edificaciones especiales como hornos, un templo, decoración y ornamentos, y un herrero con mayor probabilidad de mejorar armamento, según sea su especialidad.
Los jugadores también pueden adquirir una montura. El caballo también debe subir de nivel para fortalecerse y desbloquear habilidades especiales de combate, contando así con su propio abanico de misiones, las cuales por su dificultad constituyen un factor poderoso para fomentar la colaboración entre los jugadores.
Las características más relevantes de Metin2 son la dependencia del azar en cada una de las acciones que pueden ser realizadas, poder formar vínculos de amistad con otros jugadores y un sistema de mercado libre, donde cada jugador vende y compra objetos usando la moneda del juego, llamada Yang.

## Objetivos y desarrollo del juego
Los jugadores pueden crear personajes, equiparlos, subirlos de nivel y formar sus habilidades, ya sea para PvM consiste con varios mapas con diferentes monstruos (Mobs) para cierto nivel (destruir piedras Metin y matar monstruos) o PvP (matar otros jugadores). Subir de nivel es un testimonio del dominio que ejerce el jugador sobre el entorno, lo cual se consigue matando gran variedad de monstruos, destruyendo piedras Metin y realizando las misiones que los NPCs encomiendan. Además de obtener la experiencia que se necesita para subir de nivel se puede conseguir yang, pociones, armas, armaduras, accesorios, materiales para efectuar mejoras, manuales de habilidad, piedras del espíritu y otros objetos con efectos especiales. Es posible tener mascotas o caballos. los cuales alimentas y facilitan la subida de nivel y para el PvP subir tus habilidades y puntos de estado.
Si un jugador desea dejar su personaje para PvM es conveniente dejar su personaje en el nivel 35 con caballo armado (Metinero), para romper las piedras Metin (de lvl 25-45) desde arriba del caballo rápidamente y así conseguir suficiente yang para avanzar más cómodamente. Es aconsejable usar: Guerrero Corporal, Sura Armamento (Espejo),  Lícano (Nuevo personaje), o Ninja Asesino, debido a que poseen habilidades que potencian mucho el daño de sus ataques.

## ¿Dónde subir de nivel?
Para levear (subir de nivel) es vital tener buen equipo, llevar bonus de Max HP, fuerza contra monstruos, golpes críticos, opción de envenenamiento, entre otros. A la vez es necesario elegir un personaje con el cual podamos levear cómodamente, como son: Guerrero Corporal, Sura Armamento (Espejo) o Lícano (Nuevo personaje), debido a que poseen habilidades que potencian el impacto de sus golpes.
Para levear fácilmente, se aconseja el uso de un personaje de apoyo, como lo es por excelencia el Chamán Dragón, con el cual le podremos dar Auras al personaje principal para potenciar su defensa, para dar un considerable aumento de golpes críticos y para que un porcentaje del daño recibido, sea regresado a los Mobs que te hagan daño. 
Los siguientes sitios de leveo son los recomendados, pero es algo relativo porque influyen mucho la calidad del equipo que lleves y de los bonus que posea, y también marca mucho la diferencia si posees o no un personaje de apoyo (Chamán Dragón): 
Aquí se muestra un listado orientativo de las mejores zonas de leveo según el nivel: 
- Nivel 1 al 15 : Perros, Lobos, Jabalíes, Osos, Tigres, Canguros y Misiones
- Nivel 15 al 30 : Juramento Blanco, Siervos, Monos, Desierto
- Nivel 30 al 35 : Siervos, Generales, Orcos, Arañas pequeñas
- Nivel 35 al 50 : Orcos, Esotéricos, Demonios.
- Nivel 50 al 60 : Orcos Negros, Demonios, Esotéricos del templo, Arañas intermedias
- Nivel 60 al 75 : Demonios, Cueva de Arañas, Arañas 2.
- Nivel 75 al 95 : Gruta del Exilio 2
- 'Nivel 95 al 120 : Bosque encantado.
- 'Nivel 110 al 120: Bosque encantado espacio tiempo.